# Signo de exclamación
Un signo de exclamación o signo de admiración (¡ !) es una seña escrita que denota sorpresa, asombro, alegría, súplica, mandato, deseo, etc. Se escribe signo de admiración de apertura («¡») y signo de admiración de cierre («!») para indicar el principio y el final de una exclamación respectivamente.
Este signo tiene la función de representar en la escritura la entonación exclamativa de un enunciado. En la pronunciación, los enunciados encerrados por signos de exclamación tienen un tono final descendente, pero con un momento previo de ascenso brusco, en palabras como qué, cuánto, quién, cuándo…
En español, el uso del signo inicial «¡» es obligatorio, mientras que en gallego y en catalán su uso es opcional. En francés solo se usa el signo final, como en italiano. 

## Usos lingüísticos
- En interjecciones, en sintagmas interjectivos y en oraciones interjectivas. Las interjecciones pueden ser de varios tipos:
  - Apelativas: ¡eh!, ¡pst!
  - Expresivas: ¡oh!, ¡ay!
  - Representativas: ¡paf!, ¡pum!
  - Onomatopeyas: ¡guau!, ¡tururú!

- En oraciones exclamativas, parciales o totales.

- Para indicar ironía o sorpresa (el signo de admiración de cierre se suele poner entre paréntesis).

- En retórica, la exclamación es, dentro de las figuras literarias, una de las figuras de diálogo. Consiste en expresar de forma intensa una emoción o un sentimiento; se acompaña de una determinada curva de entonación, diferente de la curva enunciativa. Es frecuente la aparición en su interior de vocativos y aparece signada con los signos de exclamación en la lengua escrita. Ejemplo: -¡Oh sorpresa! ; ¡Ah, cuánta mentira hay en esos argumentos!

### Indicaciones sobre la escritura de la exclamación
- En español los signos de exclamación deben colocarse de forma obligatoria al comienzo y al final del enunciado correspondiente. Aunque en otras lenguas únicamente se coloca el signo de cierre, la entonación del español exige que sea necesario también el signo de apertura.[2]

¡Qué buen día hace!
¡Es increíble!
¡Enhorabuena!
¡Aburrido!
¡Socorro!

- El signo de apertura de la exclamación lleva el punto suprascrito (arriba), mientras que el de cierre lo lleva suscrito (abajo). Tanto colocarlos al revés, como abrir y cerrar con el mismo signo es una falta de ortografía.

- Los signos de exclamación se escriben separados por un espacio de las palabras que los preceden y que van tras ellos, pero pegados a la primera y la última palabra del enunciado que enmarcan. Si lo que va detrás es un signo de puntuación, no se deja espacio.

- Los signos de apertura se deben colocar justo donde empieza la exclamación, aunque no coincida con el inicio del enunciado. En algunos casos, el enunciado enmarcado por los signos de exclamación puede aparecer intercalado en un enunciado mayor no exclamativo.

Estaba estudiando tranquilamente y de repente, ¡zas!, alguien dio un portazo.

- Los vocativos y las construcciones u oraciones dependientes se escriben fuera de la exclamación. No obstante, si el vocativo o la secuencia subordinada aparecen al final y no al principio, estos quedan cubiertos por la entonación exclamativa y, por tanto, se incluyen dentro de los signos de exclamación.

Que lo sepas, ¡no pienso hacerlo todo yo sola!
¡No pienso hacerlo todo yo sola, que lo sepas!

- Cuando se escriben seguidas varias exclamaciones, se pueden considerar como partes de un único enunciado o como oraciones independientes.

En el primer caso, las frases exclamativas se escriben separadas entre sí con un punto y coma o solo con coma, y en minúscula (excepto la primera, si le corresponde mayúscula).

¡Qué desastre!, ¡cómo has sido capaz de algo así!, ¡debería darte vergüenza!

En el segundo caso, cada exclamación se iniciará con mayúscula.

¡No me digas nada! ¡Te has portado fatal! ¡No quiero volver a saber nada de ti!

- Cuando la exclamación está compuesta por reduplicaciones, normalmente se coloca el signo de apertura antes de la primera y el de cierre después de la última.

¡Ja, ja, ja!

- En los textos literarios o muy expresivos está permitido utilizar dos o tres signos de exclamación al principio y al final del enunciado para dar mayor énfasis a la exclamación. Sin embargo, ese procedimiento no se debe extender a otros usos.

¡¡¡Al ladrón!!!
¡¡¡Qué sorpresa!!!

#### Enunciados que son a la vez interrogativos y exclamativos
Si la oración es exclamativa e interrogativa a la vez, se empieza con el signo de admiración y se cierra con el de interrogación, o viceversa.

¡Pero qué haces?
¿Qué acaso no tienes dos brazos para trabajar!

También se podría acudir, en estos casos, a una apertura con el signo de admiración y el de interrogación juntos, y a un cierre igual, que es lo más frecuente y lo que la RAE recomienda. En estos casos, los signos de cierre deben estar ordenados al revés que los de apertura: si se abre primero con un signo de exclamación, este se cierra último, y viceversa.

¡¿Es que no me has escuchado?!
¡¿Pero qué haces?!

### Usos especiales
- Los signos de exclamación se pueden utilizar escritos entre paréntesis para indicar ironía y sorpresa detrás de una palabra.

Dice que esta noche no va a salir de fiesta (!).

### Combinación con otros signos de puntuación
- Después de los signos de exclamación no debe ponerse punto final. El punto suscrito del signo de cierre hace las funciones de punto ortográfico en los casos en los que se colocaría si no apareciera la exclamación. Así, la oración subsiguiente debe escribirse con mayúscula.

¡Escúchame esta vez! ¡Haz lo que te digo!

- Después de la exclamación de cierre se pueden colocar coma, punto y coma, dos puntos y puntos suspensivos.

Los puntos suspensivos deben ir antes de cerrar la exclamación si el sentido de la frase está incompleto y después si el sentido queda completo.

¡Te voy a…!
¡Te voy a dar un abrazo!…

- Si coincide el signo de exclamación con el punto de una abreviatura, se respeta este en su lugar y se añade después el signo de exclamación.

¡Ay, Dios! ¡Han desaparecido las manzanas, los panes, las carnes, etc.!

## Otros usos
En muchos casos, se aplica como segunda condición, el uso de este signo al final de una palabra generando ansiedad a una respuesta. Colocando solo tres signos de exclamación al final de algo que se pide o se solicita esperando una pronta respuesta.

### Informática

#### Unicode
Estos 2 símbolos se pueden representar con los siguientes caracteres Unicode:  
| Carácter      | !                | !                | ¡                         | ¡                         |
| ------------- | ---------------- | ---------------- | ------------------------- | ------------------------- |
| Unicode       | EXCLAMATION MARK | EXCLAMATION MARK | INVERTED EXCLAMATION MARK | INVERTED EXCLAMATION MARK |
| Codificación  | decimal          | hex              | decimal                   | hex                       |
| Unicode       | 33               | U+0021           | 161                       | U+00A1                    |
| UTF-8         | 33               | 21               | 194 161                   | C2 A1                     |
| Ref. numérica | &#33;            | &#x21;           | &#161;                    | &#xA1;                    |
| Ref. entidad  |                  |                  | &iexcl;                   | &iexcl;                   |

#### Sistemas de información
En algunas estructuras de ficheros, el signo de exclamación significa un comodín en las búsquedas de archivos, por lo cual está deshabilitado para algunos sistemas operativos.
Además se utiliza como icono de advertencia y peligro para alertar al usuario que la acción que realizará puede tener un final inesperado o indica un error  en el sistema.

#### Programación
En programación se utiliza para dos fines:
- Ser negador de cualquier resultado de evaluación de una expresión lógica.
- Ser la comparación lógica de distinto, siempre y cuando se acompañe con un signo igual (!=).

Junto con el símbolo # determina el shebang (y por tanto la shell a utilizar) para ejecutar un script en UNIX o derivados. Un ejemplo sería #!/bin/bash al comienzo de un script, que significaría que se utilizaría la shell bash.

#### ASCII y ASCII extendido
El valor ASCII para el signo de exclamación (final) es 33, y el de apertura es 173 en el ASCII extendido.
Empleándolos en texto puede accederse a ellos por las combinaciones simultáneas de la tecla «Alt» y el valor ASCII correspondiente, de la siguiente forma: Alt 33 y Alt 173 respectivamente.

### Matemáticas
El signo de exclamación junto a una variable, se denomina como factorial, expresado como {\displaystyle n!}, y se define como la multiplicación de los números consecutivos desde 1 hasta {\displaystyle n}. El {\displaystyle 0!} se define como 1. Por ejemplo: 4!=4·3·2·1=24.

### Ajedrez
En el ajedrez, el signo de exclamación se usa para denotar dos tipos de jugadas:
- Si se anota con un signo de exclamación, implica que es una buena jugada (!)
- Si se anota con dos signos de exclamación, implica que es una jugada excelente (!!)

### Historietas
En las historietas el signo de exclamación indica sorpresa ante cualquier situación  sospechosa o que se haya revelado parte de un misterio. Además, se usa para resaltar los dichos de algún personaje
como: «¡Oh, cielos! ¡¿Cómo es posible?! ¡Ha entrado un ladrón!».

## Otras representaciones
En la notación Braille en español se utiliza el mismo signo, tanto para abrir como para cerrar la exclamación.

Signo de exclamación en Braille

## En otros idiomas

### Inglés y otros idiomas
En inglés no se usa el signo de exclamación al principio de la oración, sino al final, como por ejemplo Don't laugh!
Es el mismo caso en francés, alemán e italiano.
En quechua se usan los signos de exclamación igual que en el español.